# 鮀蓮街道
鮀莲街道，是中华人民共和国广东省汕头市金平区下辖的一个乡镇级行政单位。

## 行政区划
鮀莲街道下辖以下地区：
天港社区、玉井社区、大场社区、赖厝社区、大井社区、两丰社区、莲美社区、新隆社区、胜隆社区、莲荣社区、莲华社区、莲风社区、莲光社区、福岛社区、新辽社区和双丰社区。